# Holocenkalendern
Holocenkalendern, alternativt holocéna kalendern eller holocen era (efter den geologiska epoken holocen: 9 700 f.Kr.–idag), är en föreslagen kalenderreform, där år 1 sätts nära början för den moderna människans historia (början av mänsklig civilisation) men samtidigt anknyter till den gregorianska kalendern. Detta genom att sätta årtalet 10 000 före Kristus som epok (år 1) för den gällande eran. På så sätt kommer alla gregorianska datum kunna konverteras till holocenska datum genom enkla omräkningar.
Denna föreslagna epok har ingen fastslagen benämning ännu men exempel på förekommande benämningar är holocen era/tideräkning, mänsklig era/tideräkning och mänsklig civilisation.

## Omräkning
| Holocéna årtal |
| holocen era    |
| före holocen   |

| Gregorianska årtal |
| efter Kristus      |
| före Kristus       |

### Efter Kristus
Datum efter Kristus (exempel: 2020) konverteras genom att årtalet adderas som positivt tal med 10 000.
{\displaystyle 10000+2020=12020}
Detta ger datumet år 12 020 holocen era (12 020 HE) i holocenkalendern.

### Före Kristus
Datum före Kristus konverteras olika beroende på datum.
| - Datum mellan 10 000 till 1 f.Kr. (exempel: 146 f.Kr.) konverteras genom att årtalet subtraheras som positivt tal från 10 001. {\displaystyle 10001-146=9855} Detta ger datumet år 9855 holocen era (9855 HE) i holocenkalendern. | - Datum innan 10 000 f.Kr. (exempel: 12 000 f.Kr.) konverteras genom att årtalet subtraheras som positivt tal från 10 000. {\displaystyle 10000-12000=-2000} Detta ger datumet år 2000 före holocen (2000 FH) i holocenkalendern. |

Detta beror på att det inte finns något år 0 och därför kommer datum före en epok alltid att ligga ett år före i nummer jämfört med en epok som pågår. Detta jämnar dock ut sig när båda räknedatum ligger före vardera epok. Se inledande tabell som exempel.

## Upprinnelse och bevekelsegrunder
Idén till kalenderreformen verkar ha väckts bland geologer under 1900-talet men en av dess främste förespråkare var den italienske paleontologen Cesare Emiliani, som på äldre dar kring 1993 sökte förnya intresset för frågan. Ett mål bland flera var att åstadkomma en konfessionsneutral nyordning, som gör minsta våld på mest gängse datering. Man skulle även fortsättningsvis kunna tala om vikingarnas bedrifter runt år 11 000 såsom inträffade på tiohundratalet. 
SIS ambition att få med det borttappade år 0 uppfylls, samtidigt som den nya nollpunkten nu läggs så långt tillbaka som mera exakta årtalsangivelser kan tänkas önskvärda. Dess epok inträffade alltså för ungefär 12 000 år sedan (år 10001 f.Kr.) vid inledningen av en ny geologisk epok och början på människans senaste interglaciala historia. Hittills har idén dock inte funnit tillräckligt stöd. 
Holocenkalendern kan knytas till ett stort antal förändringar och händelser:

### Händelser omkring år 1 HE

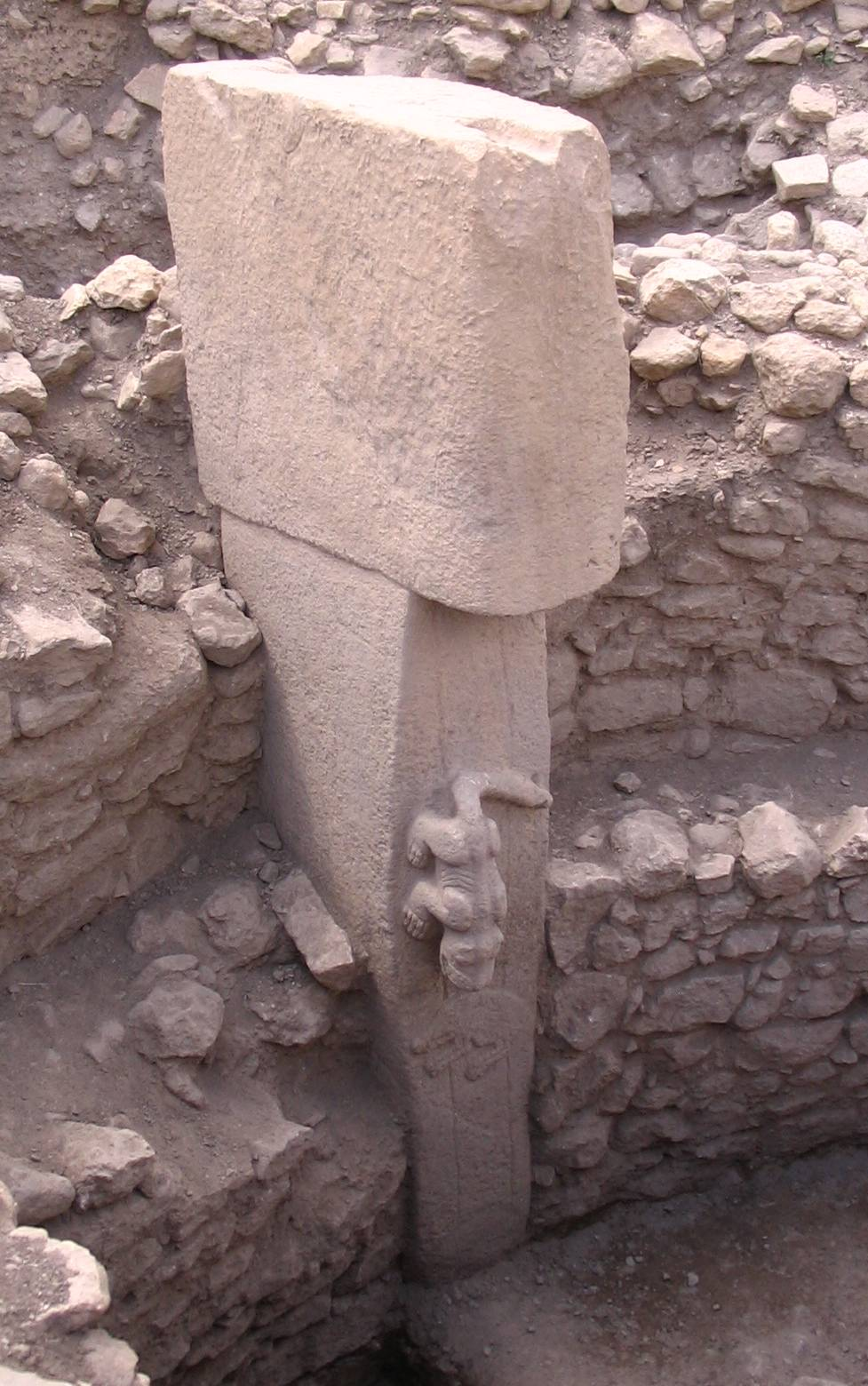
Avancerad stenskulptur vid Göbekli Tepe från 500 HE (11 500 f.Kr.), flera tusen år innan människan uppfann metallurgi, troligen skulpterad med stenverktyg.

Den kalla yngre dryas-perioden tar slut. Pleistocen upphör och holocen tar vid. Sen paleolitisk tid slutar och mesolitisk tar vid – senare i norr än mot ekvatorn. Stora landområden som tidigare täckts av glaciärer blir åter beboeliga. Havsnivån stiger runt hela jorden och omfattande översvämningar inträffar över land till följd av att glaciärer smälter.
Homo floresiensis, människans senast kända nära släkting, dör ut.

#### Afrika
- Nordafrika: Stor klimatförändring hade förvandlat norra Nildalen, nuvarande Egypten till en stor oas, som samlade nomadiserande stammar, vilka gradvis blev mer eller mindre bofasta. I Maghrebområdet i väster uppstår capsienkulturen.

#### Amerika
Den andra landbryggan över Berings sund sjunker och försvinner omkring 2 000 HE. Landbryggan hade möjliggjort invandring av människor och djur från Sibirien till Alaska under 15 000 års tid.
- Nordamerika: I Kanada har inlandsisen dragit sig tillbaka åt nordost och i vad som är dagens British Columbia vid Nanu i Haida Gwaii tar en långvarig bosättning sin början. Folsom- och cloviskulturerna är spridda över sydvästra USA ägnar sig åt intensiv jakt som leder till att bland annat mammutar, mastodont, smilodon, jättebäver, jättesengångare och vildhäst dör ut. Kring år noll finns också Alabama- och paleo-indianska jägare-samlare-samhällen som lever halvnomadiskt. Blackwater Draw bildas i östra New Mexico och visar på mänsklig aktivitet.
- Sydamerika: Via Centralamerika har folk spridit sig till El Jobo (Venezuela) och längs Stilla havets kust förbi El Inga (Ecuador) och Pikimachay (Peru) i olika omgångar bebodd grotta redan från -10 000 HE, Tagua-Tagua (Chile) ända ned till Fells grottor i Eldslandet (Argentina) och vidare norrut längs atlantkusten till Lagoa Santa, grottor i nuvarande Brasilien.

#### Asien
Grottplatser vid kaspiska havet används som människobostäder.
- Japan: De tidigaste spåren av jōmonkulturen uppträder, vilken använder keramik, fiskar, jagar och samlar. Omkring 10 000 boplatser kända från följande millennier. (Keramik uppträder inte i Mellanöstern förrän omkring 3 500 HE.)
- Korea: Den första keramiken dyker upp, troligen i anknytning till begynnande enskilda jordbruk.

#### Europa
Magdalénienkulturen och ahrensburgkulturen blomstar i västra och centrala Europa.
- Danmark: brommekulturen blomstar.
- Norge: första spåren av boplatser längs kusterna i Bremsnes, Fosna, Östfold, Rogaland och Finnmark.

#### Mellanöstern
Kring bördiga halvmånen sker troligen domesticering av gaseller och getter. Tamhund förekom redan.
- Levanten: natufisk kultur pågår. Livsmedelsproducenter i små samhällen av runda hus utanför grottor i dalgång nordväst om Jerusalem. Runt 1000 HE (9 000 f.Kr.) grundas även den första staden Jeriko i södra Levanten.
- Mesopotamien: Folk börjar samla vild vete och råg troligen för att göra malt att jäsa till öl. Minst tre språkliga grupper delar en gemensam kulturell och politisk livsstil, bland andra sumerer och semiter. I norra Mesopotamien, runt dagens turk-syriska gräns, har vilt enkornsvete skapat förutsättning för social organisation med kraft att bygga avancerade kultplatser av monoliter och målade stenskulpturer. Bland fyndplatser kan nämnas Boncuklu Tarla(en) från cirka 1 HE (10 000 f.Kr.), samt Karahan Tepe(en) och Göbekli Tepe från cirka 500 HE (9 500 f.Kr.).

### Några händelser med årtalsjämförelse
| Händelse | Före Kristus (f.Kr.)      | Holocen era (HE) |
| --- | ------------------------- | ---------------- |
| Mesolitikum (jägarstenåldern) inleds i norra Europa                                                                                     | Cirka 10 000 f.Kr.        | Cirka 1 HE       |
| Världens första kända avancerade stenbyggnad uppförs vid Boncuklu Tarla(en) i norra Mesopotamien.                                       | Cirka 10 000 f.Kr.        | Cirka 1 HE       |
| Världens första stad, Jeriko, grundas i Södra Levanten.                                                                                 | Cirka 9 600 f.Kr.         | cirka 400 HE     |
| Fler avancerade stenbyggnader uppförs i norra Mesopotamien, såsom vid Göbekli Tepe och Karahan Tepe(en).                                | Cirka 9 500 f.Kr.         | Cirka 500 HE     |
| Världens första stad, Jeriko, uppför stenbyggnader.                                                                                     | Cirka 9000 f.Kr.          | Cirka 1000       |
| Brommekulturen och ahrensburgkulturen bebor norra Europa.                                                                               | Runt 9000 f.Kr.           | Runt 1000 HE     |
| Baltiska issjön (del av dagens Östersjön) töms och Yoldiahavet bildas.                                                                  | 8300 f.Kr.                | 1700 HE          |
| Kopparåldern inträder i Anatolien och Iran                                                                                              | Cirka 6000 f.Kr.          | Cirka 4000 HE    |
| Mesopotamien (Irak) sträcker sig till Persiska viken                                                                                    | Cirka 4000 f.Kr.          | Cirka 6000 HE    |
| Den forntida Egyptiska civilisationen antas uppstå.                                                                                     | 3150 f.Kr.                | 6851 HE          |
| Mayaindianernas stora årscykel 6887–12012 HE (3114 f.Kr.–2012 e.Kr.) inleds.                                                            | 3114 f.Kr.                | 6887 HE          |
| Forna Egyptens två delar enade. | 3100 f.Kr.                | 6901 HE          |
| Hammurabi är kung i Babylon. | 1792–1750 f.Kr.           | 8209–8251 HE     |
| Akhenaton är farao i forna Egypten. | 1379–1362 f.Kr.           | 8622–8639 HE     |
| Ramses den store (som antas ha släppt Moses och dennes folk) är fararo i forna Egypten.                                                 | 1290–1224 f.Kr.           | 8711–8777 HE     |
| Forna Egypten skriver världens äldsta kända fredsavtal med hettiterna.                                                                  | 1269 f.Kr.                | 8732 HE.         |
| Rom grundas | 753 f.Kr.                 | 9248 HE          |
| Konfucius levnad | 551–479 f.Kr.             | 9450–9522 HE     |
| Första centralamerikanska skriftsystemet                                                                                                | cirka 400 f.Kr.           | cirka 9601 HE    |
| Alexander den stores regentperiod | 336–323 f.Kr.             | 9665–9678 HE     |
| Startår för Ashokas imperium | 273 f.Kr.                 | 9728 HE          |
| Startår för den kinesiska Qindynastin                                                                                                   | 221 f.Kr.                 | 9780 HE          |
| Hannibal invaderar Rom | 218 f.Kr.                 | 9783 HE          |
| Augustus regeringstid | 27 f.Kr.–14 e.Kr.         | 9974–10014       |
| Sista året före Kristus | 1 f.Kr. (år 0 finns inte) | 10000 HE         |
| Första året efter Kristus | 1 e.Kr.                   | 10001 HE         |
| Muḥammad ibn ‘Abdullâh dör i Medina. | 632 e.Kr.                 | 10632 HE         |
| Karl den store förstör hednaplatsen Irminsul i Gamla Sachsen.                                                                           | 772 e.Kr.                 | 10772 HE         |
| Slaget vid Hastings. | 1066 e.Kr.                | 11066 HE         |
| Konstantinopel faller till Osmanska riket.                                                                                              | 1453 e.Kr.                | 11453 HE         |
| Gustav Vasa intar Stockholm. | 1523 e.Kr.                | 11523 HE         |
| Gustav II Adolf stupar i slaget vid Lützen men Sverige vinner slaget.                                                                   | 1632 e.Kr.                | 11632 HE         |
| Karl XII stupar i belägringen av Fredrikstens fästning och Sverige överger belägringen.                                                 | 1718 e.Kr.                | 11718 HE         |
| Bahá'u'lláh framträder med anspråk på att vara Guds språkrör till nutidens människor. Inom 1000 år ska en världscivilisation uppbyggas. | 1863 e.Kr.                | 11863 HE         |
| Sovjetunionen intar Berlin och USA fäller atombomberna över Hiroshima och Nagasaki som slutet av andra världskriget.                    | 1945 e.Kr.                | 11945 HE         |
| Apollo 11 landar första människan på månen.                                                                                             | 1969 e.Kr.                | 11969 HE         |
| Berlinmuren faller. | 1989 e.Kr.                | 11989 HE         |
| Wikipedia startas. | 2001 e.Kr.                | 12001 HE         |
| Mayaindianernas stora årscykel 6887–12012 HE (3114 f.Kr.–2012 e.Kr.) avslutas.                                                          | 2012 e.Kr.                | 12012 HE         |
| Sverige går med i Nato. | 2024 e.Kr.                | 12024 HE         |

## Nomenklatur
Eftersom kalenderreformen än inte har antagits av något land finns det inga kända standardiserade termer eller benämningar för kalendern på svenska. Artikelnamnet holocenkalendern är i sig källöst och är en direktöversättning från den engelska artikeln. På grund av detta kommer man stöta på diverse benämningar och förkortningar i artikeln som bör klargöras. 
Nedan visas förslagsvisa benämningar och förkortningar för kalenderns tidsangivelser.
- FH – före holocen
- HE – holocen era/epok
- HT – holocen tideräkning/tid
- MC – mänsklig civilisation
- ME – mänsklig era/epok
- MT – mänsklig tideräkning/tid

Hur man ska beskriva tiden före och efter holocenkalenderns start är även upp till förslag. Jämförande epok, före Kristus och efter Kristus (f.Kr., e.Kr.), har Kristi födelse som epokstart och därför fungerar det att man säger "efter Kristus", trots att "karaktären Kristus" levde under epoken "efter Kristus". Men att förslagsvis säga "efter mänsklig civilisation (e.MC)", kan få det att låta som om man beskriver tiden efter att eran har avslutats. Att enbart säga "mänsklig civilisation (MC)" och sedan säga "före mänsklig civilisation (f.MC)" kan förslagsvis låta och se dåligt ut ihop. 
Förslagsvis kan man använda "under" eller "av" istället för "efter". Exempel: "År 12 021 under mänsklig civilisation" (12 021 u.MC) eller "År 12 021 av mänsklig civilisation" (12 021 a.MC).

## Bruk
Inget land eller större organisation har adopterat holocenkalendern men den har fått mindre följe inom vissa populärkulturcirklar.
Den tyska animationsstudion och youtubekanalen Kurzgesagt, som arbetar med pedagogiskt innehåll inom samhällsvetenskap, naturhistoria och liknande, har årligen sedan 2016 sålt dekorerade holocenkalender-almanackor efter olika årliga teman (första utgåvan med år 12017), eller som de kallar den: Human Era Calendar, ”människotidens kalender”.

### Wikipedia
- År 0
- Jōmon-perioder